# Server Djeparov
 Server Reșatovici Djeparov  (în uzbecă: Server Jeparov, chirilice uzbece: Сервер Жепаров; n. 3 octombrie 1982, Chirchiq, Uzbekistan) este un fotbalist uzbec care joacă pe postul de mijlocaș pentru Esteghlal în Prima Ligă Iraniană. El a câștigat premiul pentru Fotbalistul Asiatic al Anului de două ori, prima dată în 2008 și a doua dată în 2011.

## Primii ani
S-a născut pe 3 octombrie 1982 în Chirchiq, RSS Uzbekă. Și-a început cariera de fotbalist la Navbahor Namangan în 1997, la vârsta de 15 ani.

## Cariera

### Navbahor Namangan
Și-a început cariera de fotbalist profesionist la Navbahor Namangan în anul 2000, unde a marcat 7 goluri în 46 de meciuri.

### Pakhtakor
În 2002, el a fost transferat la Pakhtakor Tașkent, unde a marcat 34 de goluri în 96 de meciuri. Din 2002 până în 2007, el a câștigat șase campionate ale Uzbekistanului și șase cupe.

### Bunyodkor
În 2008, el a ajuns la Bunyodkor. Djeparov a marcat 19 goluri pentru echipa sa încă din primul sezon, devenind golgheterul echipei și al Ligii Uzbekistanului în 2008. Echipa sa a câștigat primul campionat din istorie în acel an. Pentru rolul esențial avut în evoluția lui Bunyodkor și a echipei naționale de fotbal a Uzbekistanului, el a primit premiul Fotbalistul Asiatic al Anului. Ca parte a unei înțelegeri cu Confederația Asiatică de Fotbal, Djeparov a fost trimis în probe timp de o lună la Chelsea, însă programul încărcat al lui Bunyodkor în campionat, cupă și în Liga Campionilor Asiei nu i-au permis să participe. Oricum, acest sezon este adesea descris ca fiind cel mai bun sezon din cariera sa.

### FC Seul
În iulie 2010, Djeparov a fost împrumutat la FC Seul din K League 1 până la finalul sezonului din proprie inițiativă. El a marcat primul său gol în campionatul coreean într-o victorie, scor 2-0 cu Incheon United pe 2 octombrie 2010. El a marcat un gol și a dat 7 pase de gol în 16 meciuri în sezonul 2010-2011, jucând un rol esențial în câștigarea primului campionat de către FC Seul după 10 ani. Pe 8 februarie 2011, Seul a anunțat că i-a prelungit contractul pe trei ani, cu un salariu de 850.000 de dolari anual.

### Al-Shabab
După ce a jucat 15 jocuri pentru FC Seul, el a fost transferat de Al Shabab FC din Liga Profesionistă din Arabia Saudită cu care a semnat un contract pe trei ani. Acordul a fost anunțat la data de 9 iulie 2011. Aici nu s-a remarcat cu nimic, fiind nemulțumit de puținele minute jucate și de vremea toridă din Arabia Saudită.

### Seongnam Ilhwa Chunma / Seongnam FC

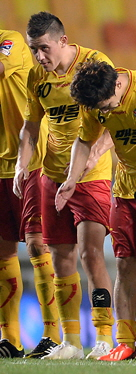
Djeparov jucând pentru Ulsan Hyundai FC

În februarie 2013, el s-a transferat la Seongnam Ilhwa Chunma din K League 1.
În ianuarie 2014, Seongnam Ilhwa Chunma a fost cumpărată de Tongil Group care era administrată de consiliul local al orașului Seongnam. Acesta a făcut modificări majore la club, printre care s-a numărat și redenumirea în Seongnam FC. După ce Ivan Vuković, fostul deținător al tricoului cu numărul 10, a decis să-și schimbe numărul în 32, Djeparov a decis să preia numărul rămas vacant.

### Esteghlal
Pe 15 ianuarie 2017, Djeparov s-a transferat la Esteghlal. El a semnat un contract pe un an și jumătate în valoare de 500.000 de dolari, cu tot cu bonusuri. Totuși, contractul nu a putut fi înregistrat de Esteghlal din cauza unei interdicții la transferuri impusă de FIFA, astfel că a fost împrumutat la Sepahan până la finalul sezonului.

#### Sepahan (împrumut)
Djeparov a debutat pentru Sepahan într-o înfrângere, scor 3-0 împotriva echipei Machine Sazi pe 9 februarie 2017. Pe 5 martie el a marcat primul său gol pentru Sepahan împotriva rivalilor din oraș, Zob Ahan. După ce împrumutul său la Sepahan a expirat, jucătorul și-ar fi dorit să rămână aici însă s-a întors la clubul de proveniență Esteghlal.

#### Revenirea la Esteghlal
Pe 28 iunie 2017 și-a făcut debutul pentru Esteghlal în victoria cu 1-0 împotriva lui Sanat Naft Abadan înlocuindu-l pe Hassan „Beyt” Saeed. Pe 11 august a marcat primul său gol pentru Esteghlal în victoria cu 1-0 împotriva lui Tractor Sazi, deschizând scorul cu un șut de la 30 de metri distanță de poarta. Federația de Fotbal din Uzbekistan a lăudat golul pe contul oficial de Instagram. Pe 6 decembrie, Djeparov a marcat prima sa triplă pentru club într-o victorie, scor 3-0 în fața fostului său club Sepahan. Primul său gol în cupa Hazfi a fost într-o victorie cu 3-0 împotriva lui Iranjavan pe 20 decembrie 2017.
La 31 decembrie 2017, Djeparov a fost clasat pe locul 20 în topul celor mai buni jucători din Asia de către site-ul Football Tribe.

## Viața personală
Server Djeparov este de origine tătaro-crimeeană și rusă. Vorbește fluent limba rusă, precum și limba engleză, însă nu poate comunica în limba uzbecă.
Djeparov are un fiu, Raul, pe care l-a numit după fotbalistul spaniol, Raúl González. Are și o fiică pe nume Veronika.

## Carieră internațională
Djeparov a jucat, începând cu anul 2002, în 102 meciuri și a înscris 23 de goluri până la 14 octombrie 2014 pentru echipa națională de fotbal a Uzbekistanului. În 2011, el a devenit căpitanul echipei, marcând două goluri și oferind două pase decisive în Cupa Asiei AFC din 2011, ducând echipa pentru prima dată în semifinalele cupei.

## Onoruri

### Club
Pakhtakor
- Prima Ligă Uzbecă (6): 2002, 2003, 2004, 2005, 2006, 2007
- Cupa Uzbekistanului (6): 2002, 2003, 2004, 2005, 2006, 2007
- Cupa CSI (1): 2007

Bunyodkor
- Prima Ligă Uzbecă (2): 2008, 2009
- Cupa Uzbekistanului (1): 2008

FC Seul
- K League 1 (1): 2010
- Cupa Ligii (1): 2010

Al Shabab
- Liga Profesionistă din Arabia Saudită (1): 2012

Seongnam
- Cupa FA (1): 2014

Lokomotiv
- Prima Ligă Uzbecă (1): 2016
- Cupa Uzbekistanului (1): 2016

Esteghlal
- Cupa Hazfi (1): 2017-18

### Individual
- Golgheterul Primei Ligi Uzbece: 2008 (19 goluri)
- Fotbalistul Anului în Uzbekistan (2): 2008, 2010
- Fotbalistul asiatic al Anului (2): 2008, 2011
- Parte a echipei anului în Liga Iraniană (1): 2017-18